# Карабогет (Жамбылская область)
Карабогет (каз. Қарабөгет) — село в Мойынкумском районе Жамбылской области Казахстана. Административный центр Карабогетского сельского округа. Находится примерно в 62 км к северо-западу от районного центра, аула Мойынкум. Код КАТО — 315637100.

## Население
В 1999 году население села составляло 657 человек (346 мужчин и 311 женщин). По данным переписи 2009 года, в селе проживал 491 человек (264 мужчины и 227 женщин).